# Iglesia de San Félix (Gerona)
La iglesia de San Félix o Sant Feliu es una basílica ubicada en la ciudad de Gerona, originaria de los primeros tiempos del cristianismo. Acoge los oficios de la Parroquia Mayor de Sant Feliu del Obispado de Gerona, llamada así porque este era el templo principal de Gerona antes de la construcción de la catedral. Su construcción, en honor del mártir san Félix, se alargó desde el siglo XII hasta el XVII y conserva buena parte del edificio románico, completado más tarde con las naves y las cubiertas góticas y la fachada barroca. El atractivo principal está constituido por ocho extraordinarios sarcófagos romanos y paleocristianos de los siglos III y IV, encontrados al construirse la iglesia, junto con el sepulcro gótico de San Narciso.

## Historia

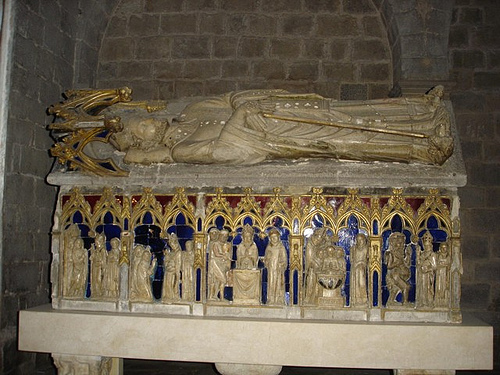
Sepulcro gótico de San Narciso

El edificio se origina junto a una calzada romana donde se cree que estaba el martyrium, o iglesia paleocristiana, construido en honor del mártir san Félix. Se deduce que tenía un gran predicamento, ya que el rey Recaredo dio a la iglesia una corona votiva.
Durante la ocupación musulmana de Gerona (717) parece que la antigua iglesia tuvo funciones catedralicias, ya que la catedral había sido convertida en mezquita. Después de la conquista franca, hacia el final del siglo VIII, alojó una comunidad de presbíteros dependiente de la catedral, a la que quedaría fuertemente ligada desde entonces.
Como se encontraba fuera de la muralla, fue objeto de varias fortificaciones y se observan estilos arquitectónicos diferentes. De la antigua iglesia románica se conserva la planta y el alzado de la cabecera (siglos XII-XIII), ya que el resto de la estructura es obra gótica levantada a partir del siglo XIV y alcanza su máxima esplendor en el siglo XVI. En el año 1835, sin embargo, se convirtió en una simple parroquia.
El 31 de mayo de 2011, el papa Benedicto XVI le otorgó el título de basílica menor a instancias del obispo de Gerona, Francisco Pardo, siendo la segunda en poseerlo en la comarca, después de la iglesia de Santa María de Ampurias.

## Arquitectura

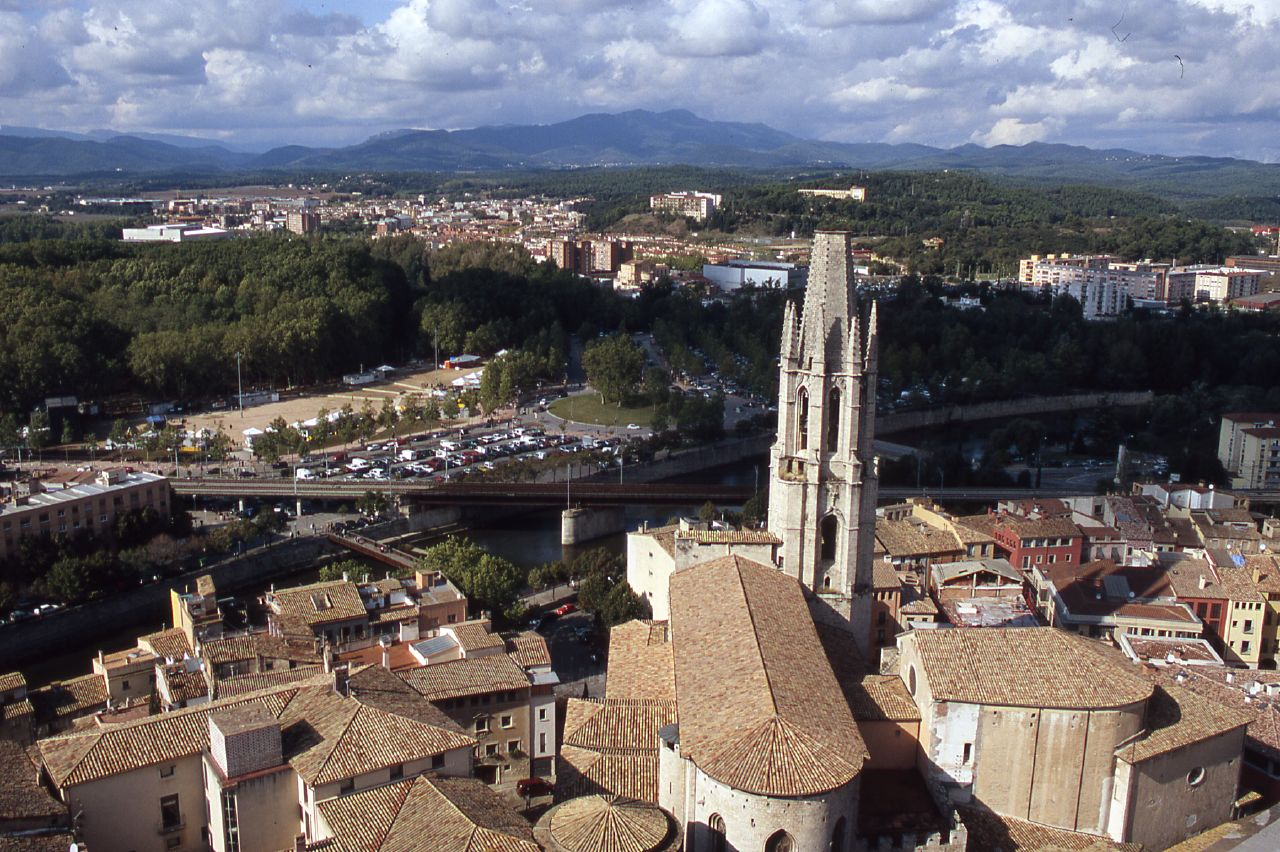
San Félix y la Dehesa desde el campanario de la Catedral de Gerona

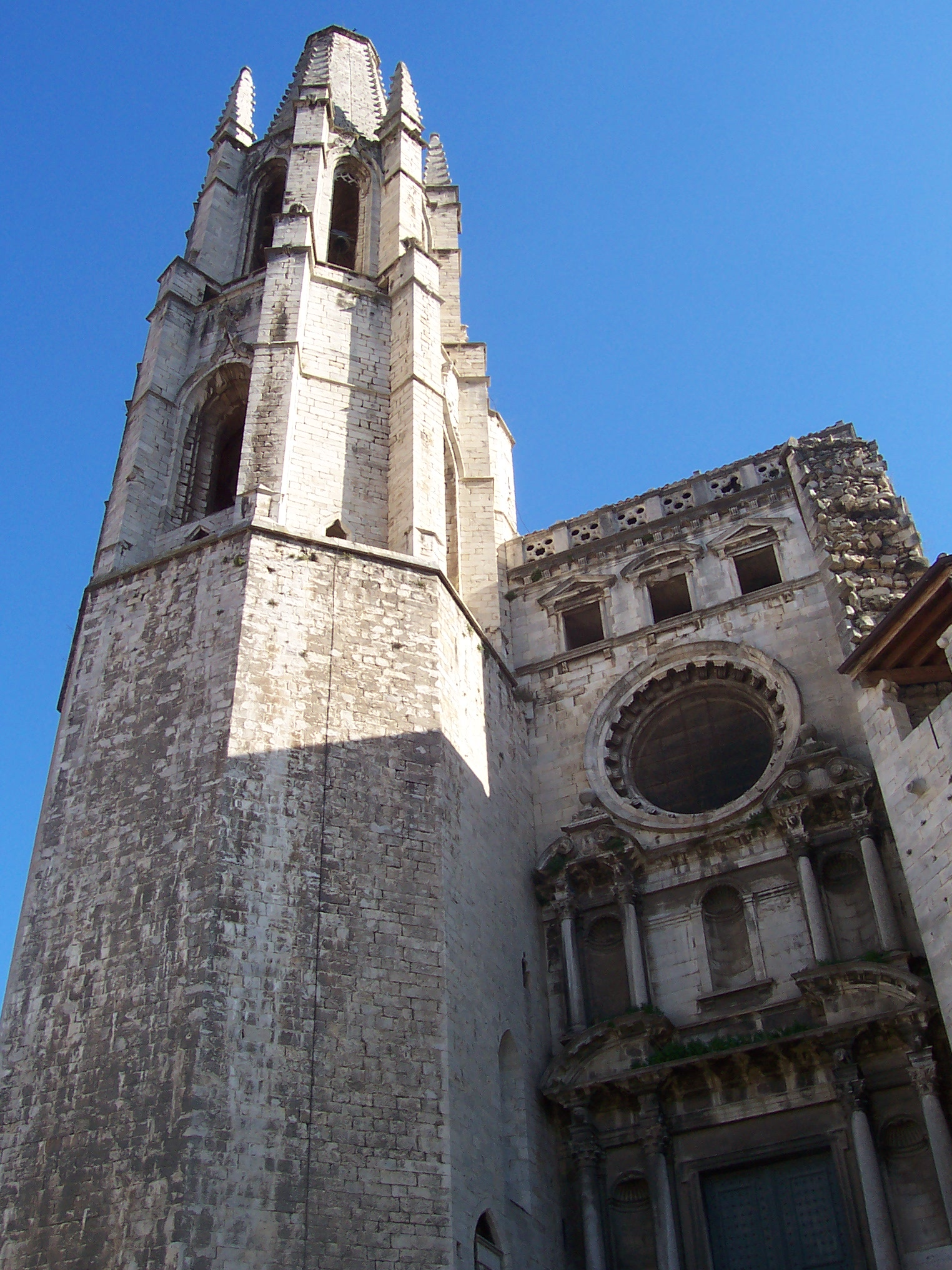
Campanario gótico y fachada barroca

Eminentemente de estilo gótico, el edificio parte de un esquema románico. Es de planta basilical y tiene tres naves separadas por cuatro arcos formeros de medio punto a cada lado de la nave central, sobre la que corre un triforio. La nave central termina en un gran ábside semicircular románico perforado por altos ventanales góticos que dejan pasar la luz al interior. En cuanto a las naves laterales, la del lado sur contiene dos absidiolos, que no están en el lado norte, ya que desaparecieron al construirse la capilla de San Narciso en el siglo XVIII. El campanario gótico actual sustituyó al antiguo románico y se construyó entre los siglos XIV y XVI, a la izquierda de la portada principal, barroca, situada en la fachada sur. Los otros dos accesos a la colegiata, góticos, se encuentran también en el lado sur y la parte norte.
La mayor parte de los capiteles situados en el ábside, decorados con motivos vegetales o animales, corresponden al desaparecido claustro románico, algunos representan escenas de la vida de los santos Félix y Narciso, a quien estaba dedicada la iglesia en el siglo XI. En el siglo XIV se construyó un claustro gótico (1357), que tampoco ha llegado hasta nuestros días.
Durante las últimas obras de restauración, llevadas a cabo a finales del siglo XX, se puso de manifiesto la policromía gótica de las bóvedas y los nervios de la nave central, que se habían tapado con cal durante el periodo barroco.
Se conserva un valioso mobiliario, además del que se guarda en el Museo de Arte de Gerona.